# شيلا تشيشولم
شيلا تشيشولم (بالإنجليزية: Sheila Chisholm)‏ هي نجمة اجتماعية أسترالية، ولدت في 9 سبتمبر 1895 في Woollahra ‏ في أستراليا، وتوفيت في 13 أكتوبر 1969 في لندن في المملكة المتحدة.